# Ben Guerir
Ben Guerir (alternativt Benguerir) är en stad i Marocko och är belägen i provinsen Rehamna som är en del av regionen Marrakech-Safi. Folkmängden uppgick till 88 626 invånare vid folkräkningen 2014.